# 新庫班斯克
45°06′N 41°03′E / 45.100°N 41.050°E
新庫班斯克（俄语：Новокуба́нск）是俄羅斯克拉斯諾達爾邊疆區的一個城市，位於庫班河畔。2002年人口35,400人。
新庫班斯克於1867年建立，1966年設市。